# Голубченко Сергій Іванович
Сергій Іванович Голубченко (1992—2024) — український військовий, молодший сержант, кавалер ордена «За мужність» ІІІ ступеня, учасник контрнаступу 2023 року, головний сержант 47-ї бригади Магура .

## Життєпис
Народився в 3 лютого 1992 в місті Охтирка. Закінчив Охтирський центр професійно-технічної освіти за спеціальністю «Будівництво та цивільна інженерія». Працював за кордоном, був головним водієм на фабриці .
Був учасником АТО.
Під час повномасштабної війни спочатку перебував в лавах ТРО, а згодом – ЗСУ. Службу проходив у 47-ій окремій механізованій бригаді «Маґура». Був командиром відділення, молодший сержант.
Загинув 1 березня 2024 під час бойових дій в районі села Бердичі Донецької області. Внаслідок ворожого артобстрілу отримав смертельні поранення.
Похований на Алеї Слави цвинтаря рідної Охтирки. Залишились батьки і сестра .